# 萊索托車站
以下是萊索托內的車站

## 現存的車站
萊索托的窄軌(1067毫米)鐵路網長2.6（1.6英里），是由南非擁有。在1905年，建造了連接馬塞盧和馬賽 (南非)和布隆方丹/誇祖魯納塔爾的鐵路線。
- 馬塞魯
- (邊境)
- 馬賽
- Tweespruit

## 未來的車站
在2008年，有一個提議，這是由馬塞盧往德班和伊利莎白港
- 馬塞盧
- (邊境)
- 德班或伊利莎白港

## 備註
1. ↑  . 世界旅遊指南.   [2008-04-14]. （原始内容存档于2008-04-22）.
2. ↑  . 南非政府信息.   [2008-04-22]. （原始内容存档于2012-04-22）.